# Hüseyin Kandemir
Hüseyin Kandemir (Adana, 9 de septiembre de 1986) es un deportista turco que compitió en remo. Ganó una medalla de bronce en el Campeonato Mundial de Remo de 2014, en la prueba de ocho con timonel ligero.

## Palmarés internacional
| Campeonato Mundial | Campeonato Mundial       | Campeonato Mundial | Campeonato Mundial      |
| Año                | Lugar                    | Medalla            | Prueba                  |
| ------------------ | ------------------------ | ------------------ | ----------------------- |
| 2014               | Ámsterdam (Países Bajos) | Medalla de bronce  | Ocho con timonel ligero |